# Тропа Аллилуйя
«Тропа Аллилуйя» (англ. The Hallelujah Trail) — американский комедийный вестерн 1965 года.

## Сюжет
В Денвер направляется поезд с виски для шахтёров. Но добраться до цели непросто, потому что ценный груз одновременно пытаются захватить Лига трезвости, кавалерия США и местные индейцы.

## В ролях
| Актёр             | Роль                     |
| ----------------- | ------------------------ |
| Берт Ланкастер    | полковник Тадеус Герхарт |
| Ли Ремик          | Кора Темплтон Массингейл |
| Джим Хаттон       | капитан Пол Слейтер      |
| Памела Тиффин     | Луиза Герхарт            |
| Дональд Плезенс   | «Оракул» Джонс           |
| Брайан Кит        | Фрэнк Веллингем          |
| Мартин Ландау     | Chief Walks-Stooped-Over |
| Джон Андерсон     | сержант Буэлл            |
| Том Стерн         | Кевин О'Флагерти         |
| Роберт Дж. Вильке | Chief Five Barrels       |
| Даб Тейлор        | Клейтон                  |
| Вит Бисселл       | Хоббс                    |
| Хелен Клиб        | Генриетта                |
| Вэл Эйвери        | бармен                   |